# Шишко, Павел Оттонович
Павел Оттонович Шишко (16 июля 1881 — 3 мая 1967, Коннектикут) — Капитан 1-го ранга (1917) Российского императорского флота и Белого дела.

## Биография
В 1901 году окончил Морской корпус с производством 6 мая 1901 года в чин мичмана, в 1911 году — Артиллерийский офицерский класс. С 29 апреля 1903 года исполнял обязанности ревизора транспорта «Буг». Во время русско-японской войны исполнял с 12 апреля 1904 года должность флаг-офицера Штаба командующего Флотом в Тихом океане. На грузовом пароходе дважды неудачно пытался прорваться в осажденный Порт-Артур с грузом снарядов и медикаментов. Из Китая отправился в Россию. По пути домой встретил Вторую Тихоокеанскую эскадру, идущую на театр военных действий, и был зачислен на броненосец береговой обороны «Генерал-адмирал Апраксин». Участвовал в Цусимском сражении, попал в плен.
Командовал канонерской лодкой «Вогул» (1906), миноносцами «Лейтенант Сергеев» (1907), № 207 (1907), «Твёрдый» (1907—1910), «Инженер-механик Дмитриев» (1915—1916), «Гавриил» (1916).
Отличился при усмирении бунта во Владивостоке в 1907 году. Свидетели этих событий рассказывали, что Шишко поставил на задний мостик зарядное отделение торпеды с вынутой предохранительной чекой и провел с молотом в руках 48 часов на мостике, готовый в любой момент взорвать «Твёрдый». Угрозой взрыва предотвратил проникновение на корабль восставших и присоединение к ним команды. 10 апреля 1911 года произведен в чин старшего лейтенанта.
Участник первой мировой войны на Балтийском море. Командовал единственным за всю войну десантом Балтийского флота, высаженным у мыса Домеснес в Рижском заливе 9(22).10.1915 г.
Летом 1917 года пошёл добровольцем в сухопутный отряд, составленный из матросов-охотников — Ревельский морской батальон смерти. За отличие в делах против неприятеля во время июньского наступления на Северном фронте произведён 6 октября 1917 года в капитаны 1-го ранга. В октябре 1917 года принял командование Ревельским морским батальоном смерти. Во время оборонительных боёв на Моонзундских островах был пять раз ранен, и, решив оставить остров последним, попал в плен. Про Шишко говорили, что это офицер, не знающий чувства страха.
Во время Гражданской войны находился в Северо-Западной армии, где командовал танковым батальоном. В эмиграции с 1921 года, жил в США, был в числе основателей Общества офицеров Российского Императорского флота в Америке (1923 г.). Скончался 5 августа 1967 года в г. Гротон (Коннектикут).

## Награды
- Орден Святого Станислава 3-й ст. с мечами и бантом (1905)
- Орден Святого Владимира 4-й ст. (1908)
- Орден Святой Анны 3-й ст. (1910)
- Орден Святого Станислава 2-й ст. с мечами (1915)
- Орден Святой Анны 2-й ст. с мечами (1915)
- Георгиевское оружие (Высочайший Приказ от 25.04.1916)
- Медаль «В память русско-японской войны» (1906)
- Медаль «В память 300-летия царствования дома Романовых» (1913)
- Медаль «В память 200-летия морского сражения при Гангуте» (1915)
- Турецкий орден Меджидие 4-й ст. (1902)